# Nechesia
Nechesia là một chi bướm đêm thuộc họ Erebidae.